# Иоанн (Голонич)
Архиепи́скоп Иоа́нн (словац. Arcibiskup Ján, в миру Ян Голонич, словац. Ján Holonič; 29 января 1937, Краваны — 2 августа 2012, Прешов) — епископ Православной церкви Чешских земель и Словакии, архиепископ Прешовский и Словакии.

## Биография
Родился 29 января 1937 года в селении Краваны, район Требишов в Чехословакии.
В 1958 году окончил Православный богословский факультет в Прешове. 4 октября 1958 года вступил в брак c Жофией Спишаковой, и 8 ноября того же года епископ Михаловский Мефодий (Милли) рукоположил его в сан диакона, а 16 ноября — во пресвитера.
1 декабря 1958 года назначен настоятелем храма в селе Раковец-над-Ондавой близ города Михаловце. В 1959 году переведён на должность настоятеля храма в близлежащее селе Шамудовце, где служил до 1983 году. Осуществил генеральный ремонт храма и приходского здания.
В 1979 году скончалась его жена Жофия, оставив ему четырёх детей. 10 марта 1983 года принял монашеский постриг в Троице-Сергиевой Лавре.
22 мая 1983 года в Свято-Духовском кафедральном соборе в Михаловце решением епархиального совета Михаловской епархии единогласно избран правящим архиереем данной епархии. Вечером того же для состоялся его чин наречения во епископа. На следующий день была совершена архиерейская хиротония, которую совершили: митрополит Пражский Дорофей (Филип), архиепископ Прешовский Николай (Коцвар) и епископ Оломоуцкий Никанор (Юхимюк).
Михаловская епархия в тот период находилась в трудных условиях: политика государства в то время не позволяла строить новые храмы, не позволяла возникать миссионерским центрам. Не удалось получить необходимое количество государственных разрешений для священников, поэтому православным верующим пришлось привыкать оставаться без православного богослужения. В этих условиях епископу Иоанну удалось возобновить духовную жизнь в некоторых административно закрытых приходах.
Вошёл в состав делегации Чехословацкой православной церкви на Третьем предсоборном совещании, прошедшем с 28 октября по 6 ноября 1986 года.
После «бархатной революции» 1989 года в Восточной Словакии начался массовый переход верующих из православной в греко-католическую церковь. 29 мая 1990 года Президиум Национального совета Словакии издал закон «Об урегулировании имущественных взаимоотношений между Греко-Католической и Православной Церквами» (закон № 211/1990), в соответствии с которым Словацкой грекокатолической церкви возвращалось всё недвижимое имущество, принадлежавшее ей до 28 апреля 1950 года. В результате уже в 1990 году Михаловская православная епархия утратила большинство храмов, приходских домов, а также здание епархиального управления. Кроме того, 18 февраля 1993 года премьер-министр Словакии Владимир Мечьяр, архиепископ Прешовский и Словацкий Николай (Коцвар) и епископ Иоанн (Голонич) подписали соглашение, по которому епархиальный совет православной Церкви в Михаловце обязывался до 20 марта 1993 года передать официальным представителям государства храмы в 12 населённых пунктах, а до 31 мая 1993 года — ещё несколько приходских домов. Со своей стороны государство обязалось предоставить православной Церкви финансовую помощь для строительства или обустройства новых храмов. После возврата греко-католикам указанного имущества в составе Михаловской православной епархии осталось лишь 4 храма и 4 приходских дома. Верующие остались не только без храмов, приходских зданий, но и церковных угодий, на которых они могли бы собираться и строить новые.
Прилагал большие усилия для возрождения и развития церковной жизни. Он приложил училися для того, чтобы прекратить скитания по временным помещениям в кафедральном городе — Михаловце и построить новый кафедральный собор. Под его руководством удалось возвести 24 новых православных храма, построить необходимое количество приходских построек, обрести здание епархиального управления, создать несколько новых общин. Не ограничиваясь лишь обустройством приходской жизни и епархиального управления, занялся образовательной и просветительской деятельностью: в 1993 году в Михаловце было открыто Церковное средне-специальное училище святых Кирилла и Мефодия, а в 2005 году там же был открыт детский сад святого Ростилава. Эти образовательные учреждения церковные для детей и молодёжи положительно влияли на отношение широкой общественности к православной церкви, поскольку способствовали позитивному восприятию Православия. Были основаны: образовательные, культурные, общественные и информационные центры, а также Клуб византийской культуры имени святых Кирилла и Мефодия при Епархиальном совете, кроме того, начала издаваться Ежемесячная газета Михаловской православной епархии «Prameň» («Источник»). В их создание и основание значительный вклад внёс именно владыка Иоанн Владыка Иоанн участвовал в нескольких зарубежных служебных поездках.
23 января 2006 года митрополит Чешских земель и Словакии Николай (Коцвар) подписал указ о возведении епископа Иоанна в сан архиепископа.
11 марта 2006 года на Епархиальном собрании Пряшевской епархии был избран архиепископом Прешовским и Словакии. 7 апреля того же года в Кафедральном соборе Александра Невского в Прешове состоялась его интронизация, которую возглавил митрополит Чешских земель и Словакии Христофор. На церемонии присутствовали римско-католические, греко-католические и евангелические епископы; Милан Чич представлял канцелярию президента, министр внутренних дел Мартин Падо представлял правительство, присутствовали также некоторые члены Национального совета Словацкой Республики.
В этот период на церковную жизнь негативно влияли секуляризация общества и миграция населения. Архиепископ Иоанн оказал тёплый прием паломнической делегации Русской Зарубежной Церкви, побывавшей 13-14 сентября 2008 года во главе с епископом Кливлендским Петром (Лукьяновым), побывавшей в епархиальном управлении в Прешове и в Ладомировой, где когда-то располагался монастырь преподобного Иова Почаевского.
Скончался 2 августа 2012 года в Прешове в возрасте 75 лет, являясь старейшим по архиерейской хиротонии иерархом Православной церкви Чешских земель и Словакии.